# 北名古屋市立師勝北小学校
北名古屋市立師勝北小学校（きたなごやしりつしかつきたしょうがっこう）は、愛知県北名古屋市にある公立小学校。

## 概要
- 旧・西春日井郡師勝町の北部にある小学校であり、校区は熊之庄射矢重、熊之庄牛流、熊之庄大畔、熊之庄古井、熊之庄小烏、熊之庄城ノ屋敷、熊之庄十二社、熊之庄堤下、熊之庄東出、熊之庄西出、熊之庄細長、熊之庄宮地、熊之庄山の前、熊之庄六の坪、六ツ師女夫越、薬師寺である[1]。

## 沿革
- 1973年（昭和48年）4月 - 師勝町立師勝小学校から分離し、師勝町立師勝北小学校として開校。
- 1975年（昭和50年） - 屋内体育館が完成する。
- 2006年（平成18年）3月20日 - 師勝町、西春町が合併し、北名古屋市が発足。同時に北名古屋市立師勝北小学校に改称する。

## 交通アクセス
- 名鉄犬山線徳重・名古屋芸大駅下車、徒歩約20分。
  - 直線距離では名鉄犬山線大山寺駅が近いが、途中で五条川があり、大きく迂回することとなる。

## 周辺施設
- 名古屋芸術大学東キャンパス
- 北名古屋市立熊野中学校
- 北名古屋市立師勝中学校
- 北名古屋市立師勝西小学校
- 北名古屋市立師勝東小学校
- 北名古屋市立薬師寺保育園
- 岩倉市立南部中学校
- ポッカサッポロ名古屋工場